# Garaż (film)
Garaż (tyt. oryg. ros. Гараж) – radziecka komedia obyczajowa z 1979 roku w reżyserii Eldara Riazanowa.

## Fabuła
Akcja filmu rozgrywa się pod koniec lat 70. w Instytucie Naukowo-Badawczym, zajmującym się ochroną zwierząt. Pracownicy instytutu powołali do życia spółdzielnię Fauna, która ma zająć się przydziałem nowych garaży. Budowa drogi szybkiego ruchu ma zmniejszyć teren przeznaczony pod budowę garaży i nie wszyscy chętni mogą je otrzymać. Zebranie pracowników ma wyłonić cztery osoby odpowiedzialne za przydział. Okazuje się jednak, że te osoby zostały już wybrane, a uczestnicy zebrania mają tylko ten wybór potwierdzić.
Plan zatwierdzenia podanych z góry kandydatur komplikuje wystąpienie Eleny Malejewej, która domaga się zmiany procedury głosowania. W trakcie dyskusji okazuje się, że ktoś zamknął z zewnątrz uczestników zebrania w sali i nikt nie ma klucza. Dalsza dyskusja ujawnia kolejne nieprawidłowości, związane z funkcjonowaniem spółdzielni. W jej składzie znalazły się osoby nieznane pracownikom instytutu, które trafiły tam dzięki protekcji.
Scenariusz został oparty na wydarzeniach autentycznych. Riazanow uczestniczył w zebraniu spółdzielni garażowej Mosfilmu, które ujawniło szereg nieprawidłowości w „rekrutacji” nowych członków spółdzielni.

## Obsada
- Lija Achiedżakowa jako Elena Pawłowna Malajewa
- Ija Sawwina jako Lidia Władimirowna Anikiejewa
- Swietłana Niemoliajewa jako żona Guskowa
- Walentin Gaft jako Sidorin
- Gieorgij Burkow jako Witalij Kuzmicz Fetisow
- Wiaczesław Niewinny jako Karpuchin
- Andriej Miagkow jako Siemion Aleksandrowicz Chwostow
- Leonid Markow jako Paweł Konstantinowicz Smirnowski
- Igor Kostolewski jako syn towarzysza Miłosierdowa
- Anastasija Wozniesienska jako Ałła Aleksiejewna Kuszakowa
- Olga Ostroumowa jako Marina
- Gleb Striżenow jako Aleksandr Grigoriewicz Jakubow
- Natalia Gurzo jako aspirantka Natasza
- Borisław Bondukow
- Michaił Kokszenow

## Wersja polska
- Wersja polska – Studio Opracowań Filmów w Warszawie
- Reżyseria – Maria Piotrowska

Obsada:
- Alicja Wyszyńska
- Aleksandra Koncewicz
- Jolanta Wołłejko
- Marek Bargiełowski
- Eugeniusz Robaczewski
- Mariusz Leszczyński
- Henryk Talar
- Włodzimierz Bednarski
- Marek Lewandowski
- Jolanta Nowak
- Hanna Giza
- Ryszard Barycz
- Andrzej Wykrętowicz
- Ryszard Nawrocki
- Anna Wojton